# 米特尔贝盖姆
米特尔贝盖姆（法語：Mittelbergheim，发音：[mitəlbɛʁgaim] 或 [mitəlbɛʁkaim]）是法国下莱茵省的一个市镇，属于塞莱斯塔-埃尔什泰因区和上奈县（Obernai）。该市镇总面积3.83平方公里，2009年时的人口为660人。

## 人口
米特尔贝盖姆人口变化图示